# Amylocorticiaceae
Amylocorticiaceae is een botanische naam, voor een familie van schimmels in de orde Amylocorticiales. De familie bevat 99 soorten verdeeld over 15 geslachten, met tussen haakjes het aantal soorten (peildatum november 2021):
- Amyloathelia (3)
- Amyloceraceomyces (1)
- Amylocorticiellum (7)
- Amylocorticium (12)
- Amyloxenasma (6)
- Anomoloma (6)
- Anomoporia (7)
- Athelopsis (17)
- Ceraceomyces (16)
- Hypochniciellum (1)
- Irpicodon (1)
- Leptosporomyces (15)
- Plicaturopsis (2)
- Podoserpula (6)
- Serpulomyces (1)